# Pseudophacidium microspermum
Pseudophacidium microspermum är en svampart som först beskrevs av Karl Wilhelm Gottlieb Leopold Fuckel, och fick sitt nu gällande namn av Rehm 1888. Pseudophacidium microspermum ingår i släktet Pseudophacidium och familjen Ascodichaenaceae.   Inga underarter finns listade i Catalogue of Life.